# 亿合公镇
亿合公镇，是中华人民共和国内蒙古自治区赤峰市翁牛特旗下辖的一个乡镇级行政单位。

## 行政区划
亿合公镇下辖以下地区：
亿合公村、北台子村、庙子沟村、田窝铺村、东沟村、四方地村、兴隆村、水地村、王店营村、梁后村、培房营村、头段地村、五段地村、墁甸村、苏家营村、吴家营村、老府村、西场村、上府村、高家营村、旱泡子村和杨树沟门村。